# ウチとソト
ウチとソトとは、日本における所属の感覚や空間の弁別意識などに見られる二項対立の概念である。

## 帰属意識におけるウチとソト
ウチとは、自分にとって身近であったり、自分が所属するもの、会社、役所、学校などであり、対するソトは自分が所属していない会社・学校などである。その基準には個人差があり、基準として設けることは非常に難しい。
中根千枝による1972年の研究は、ウチとヨソについて考察しており、所属する場は、能力主義とは異なり、親分や先輩がいるような縦型の社会的序列からなっており、そのウチから見たヨソ者へは排他的となり、敵意に似た感情を抱くとする。これには官僚主義などにあてはまり庶民にはあてはまらないという批判もある。
2008年の大崎による研究では、ウチは、家族、親友、親しい仲間であり、遠慮せず言いたいことを言い合い甘えの構造を持った関係である。従来、ウチであった地域性による所属感覚は、少子化、都市化などによってソトへと追いやられている。ソトは他人であり、これらの人に取る態度は冷たい一方で、島国である日本では、基本的な面で変なそぶりがない限り信頼することを念頭に置いて関わる。
研究者の有賀喜左衛門によれば、江戸時代、日本の社会の典型は農村社会であり、日本の「家」という体制は、非血縁関係を含む生活共同体から生じてきたものであり、「家」を存続させるということを目的としていた。その目的に従えば、家長である主人を最高として、跡取りが重要な位置を占め、女子は地位が低く、一方雇用された非血縁者も家の成員となりえた。親分についた子分は、主従関係を結ぶことを通して利害を一致させた共同体ができていた。しかし江戸末期には、主従関係は個人的関係に替わり、明治以降には互助集団に替わった。またこれらの内部の構造は、主人からの貸しが従者が返せるものよりも大きいため、従者にとっての恩となり、そのため従者は主人に義理を欠かさなかったが、家のソトに対してはこの限りではなかった。このような貸し借り関係が結ばれている。
1980年代に創立100年を迎えたある会社は、欧米の経営手法とは全く異なり社員を家族・ウチだとみなす経営手法、利害だけでなく苦楽を共にする共同体の精神をとってきた。他企業、ソトの従業員とは区別して、生活の便宜まで図ったため、その従業員は一丸となって働くことができる。こうした日本の社会的価値観は、戦後1955年頃までには、住宅や時には定年後まで便宜を図る長期雇用、また年功序列を成立させ、ウチは女性の社員にまで拡大し、それまでにない規模へと至ることになる。
1990年代には、外国人から見て、ウチとソトという意識は欧米の文化の影響で、とりわけ若い世代に変化が生じてきていて外国人を受け入れているようであり、また問題が生じたときに家族よりも友人に話す傾向も感じられる。
また新たな考え方からは、距離感であり、疎遠であるソトと、親密であるウチであり、ソトの相手の領域を侵犯しないように距離的な効果を置くために敬語が用いられる。

## 敬語との関係
日本語は、ウチでは「だ」調、ソトでは「ですます」調で話される。
ソトの者に対して、身内の者を高めてはいけないとされる。ウチである親族間では、呼び捨て、「おやじ」「おっさん」「おばはん」「あんた」「おまえ」と親しみを込めて使っている呼称（親称や愛称）も、ソトの人々をそう呼べば見下しているものと解釈され、あるいはウチの間柄で使っている呼称を使って親族を他者に説明すると見下しているとの誤解が生じることもありうる。
これに対して、お母さん、おばあさん、山田さんといった呼称は中立的となる。客を「様」と呼ぶ風潮は、それまでデパートなど高級とされる店舗で使われたが、1990年代には身近な商店にまで広まってきており、これは「さん」が多用され敬称としての地位が下がってきたからだという意見がある。
大阪の市役所での調査は2001年に報告されており、本来は市役所内の人々はここに所属する人にとって皆がウチであるはずだが、上司である部長に対しては年齢にかかわらずほぼ尊敬語が使われており、「してはる」型の敬語は、なれなれしく感じられるからか「いらっしゃる」や「おられる」型に比べて少なかった。市長に対して部長のことを話す際には、部長のことをへりくだって説明する謙譲の形式が37.6%にみられ、これらではウチソトの意識から部長を高めなかったと考えられる。また親しい同僚に部長を説明する際には、敬語では「はる」型が多く、中立な「いる」型が過半数となった。

## 空間意識におけるウチとソト
かつての日本では、ウチの空間概念は家から集落、村へと同心円状に広がり、村の境界の外は穢れの満ちた異界と考えられてきた。中世の朝廷における空間構造も同様で、内裏、京、畿内と同心円状に広がり、それよりもソトの領域は不浄の世界と見なされていた。明治時代に日本が国民国家となると、日本国内の全ての家庭をウチ、海外をソトと見なす国家家族主義の世界観が形成された。現代においても、野生生物が家の中に入ることや、土足・下足の行動様式に反する行動に心理的な抵抗を感じたりるように、ウチは清浄な空間として、対するソトは不浄な空間として生活空間を区別している。

## 異文化比較
ウチとソトは、韓国のウリとナム、中国の熟人と外人、あるいは一家人と自己人に相当する。日本ではウチの人々の間で、相手の心の中にまでは立ち入らず迷惑をかけないように配慮するため、ウリや、一家人自己人からすれば情がないようにみえる。